# Ornithonyssus sylviarum
Pou noir
Espèce
Synonymes
Ornithonyssus sylviarum, communément appelé le Pou noir (acarien des oiseaux du Nord), est une espèce d'acariens de la famille des Macronyssidae, ectoparasite obligé des oiseaux (volailles et oiseaux domestiques y compris). 
Réputée nordique l'espèce peut néanmoins être transportée par les oiseaux migrateurs sur de grandes distances et être retrouvée en zone tropicale sur des volailles par exemple au Brésil. Découvert au début du XXe siècle dans certains élevages, il est maintenant présent (et résistant à certains pesticides, pyréthroïdes synthétiques, mais aussi carbamates et organophosphorés) dans une grande partie du monde. C'est le parasite le plus fréquent et le plus problématique des élevages industriels nord-américains. 
En 2017 la méthode la plus utilisée en Amérique du Nord est une pulvérisation de pesticide sous les oiseaux et sous pression (car l'acarien se cache dans les plumes, principalement côté ventral et cloaque) ; cette méthode n'est pas satisfaisante car posant des problèmes environnementaux, et parce que de nombreux pesticides sont de moins en moins efficaces ou toxiques.
Il peut créer des dermatites d'irritation chez l'homme (gamasoïdose, ou « gamasoidosis » pour les anglophones),.
Le commerce et le transport des œufs, des poussins (ou de fumier frais de volaille) sont des sources de transferts de souches de ces acariens d'un élevage à l'autre ou d'élevages vers la faune sauvage. Avec un autre acarien (Dermanyssus gallinae), il est devenu l'un des deux parasites majeurs des élevages industriels de l'hémisphère nord,. 

## Histoire
Ce parasite a été décrit en 1923 par C.R Cleveland sur des poules domestiques, alors que les poulaillers industriels et les échanges de reproducteurs étaient en plein développement dans le monde occidental. 

Cleveland présente immédiatement ce parasite comme une menace émergente, « préjudiciable et potentiellement d'une grande importance pour l'industrie de la volaille ». 

Selon lui il ne posait pas de problèmes particulier jusqu'à ce que des pullulations en soient signalées en des « points isolés aux États-Unis et au Canada »
Alors que les entomologistes n’avaient pas encore précisément classé cet acarien, Cleveland le dénomme « acarien des plumes » (feather mite) et le juge étroitement lié (pour sa forme et son apparence générale) à un autre acarien déjà connu sur le poulet (le pou rouge ou Dermanyssus gallinae DeGeer) mais en le considérant comme zoologiquement distinct car présentant un comportement différent qui nécessite des méthodes de contrôle selon lui « entièrement différentes ». 
Cleveland alerte en 1923 quant à la nature dangereuse de ce parasite pour lequel dit-il alors il est urgent que tous les éleveurs se familiarisent avec son existence et les moyens de le contrôler, pour que « les infestations naissantes puissent être reconnues et contrôlées sans délai ».
Dès le début des années 1930 on promeut un traitement à base de soufre, relativement efficace pour en réguler les populations de poulaillers, si ce n'est pour provisoirement l'éradiquer. Des pesticides chimiques seront ensuite largement utilisés, mais avec une efficacité diminuant souvent avec le temps, les acariens finissant par s'adapter à ces molécules nouvelles (en particulier à la perméthrine et à la deltaméthrine qui en 2016 ont perdu tout effet même à la dose de 1000 ppm), ce qui est une « source de préoccupation croissante » pour le monde vétérinaire et les éleveurs.

## Description
Ornithonyssus sylviarum est très semblable à l'acarien des oiseaux tropicaux (Ornithonyssus bursa dont il se distingue par sa  plaque dorsale.
L'extrémité postérieure de cette plaque se rétrécit fortement chez l'espèce nordique et plus uniformément chez son cousin tropical. En outre, trois paires de soies (soies) sont présentes sur la plaque sternale des acariens tropicaux, mais seulement deux chez l'espèce nordique (voir les illustrations mises en ligne par Danemark et Cromroy en 2012).

## Pathogénicité
Sa présence en quantité anormalement élevée favorisée par la promiscuité et les conditions d'hygiène de certains élevages peut être source d'anémie grave (voire mortelle), d'une chute de poids et d'une diminution de la production d'œufs (jusqu'à 10 % chez les poules pondeuses par ailleurs saines), pouvant parfois entraîner la mort de l'animal. Il est donc source de pertes économiques chez les éleveurs,. 

L'oiseau parasité est plus ou moins affecté selon la charge parasitaire, mais aussi selon ses capacités immunitaires. 
Cet acarien peut aussi mordre les humains, suscitant irritations et démangeaisons de la peau.

## Reproduction
La femelle pond directement sur son hôte (oiseaux) . 
Les œufs éclosent en 1 à 2 jours (selon la température et l'humidité) . 
Les larves issues de l'œuf vont — sans se nourrir — évoluer vers un stade nymphal en environ huit heures. La nymphe mord ensuite la peau de l'oiseau hôte pour un repas de chair lysée et de sang, pour arriver à maturité (adultes) en  4 à 7 jours.
Les acariens adultes prennent un repas sanguin et pondent dans les deux jours. Le nombre d'œufs n'est que de 2 à 5 par acariens, mais ils sont pondus in situ. Le cycle de vie complet adulte-œuf ne nécessite donc que 5 à 7 jours (ou plus selon la température et l'humidité), ce qui permet une infestation assez rapide des oiseaux. L'adulte passe généralement toute sa vie ou presque sur l'hôte, mais il peut circuler dans les nids et poulaillers notamment. Il semble préférer sur l'hôte la proximité de l'ouverture cloacale et l'arrière du corps.
Dans les élevages avicoles on peut trouver des volailles nouvellement infestées supportant des populations de plus de 20 000 acariens par oiseau au bout de neuf à dix semaines. Une infestation d'environ 200 000 acariens par oiseau peut tuer l'hôte par anémie. Les infestations varient dans l'espace et dans le temps selon les conditions offertes aux acariens (température, humidité…). 

## Moyens de lutte
Un problème est, qu'à la différence de son cousin D. gallinae qui vit principalement hors de son hôte (caché dans des anfractuosités ou fissures que l'on peut assez facilement traiter avec des pesticides), O. sylvarium quant à lui vit toute sa vie ou presque sur l'hôte (qu'il est alors difficile de traiter avec des produits toxiques, d'autant que l'animal se cache dans l'épaisseur des plumes ce qui rend encore plus difficile la pulvérisation, en cage notamment) ; en outre ces deux espèces d'acariens survivent sans hôtes durant des semaines et peut-être des mois dans l'environnement,. Étant presque invisible, un traitement ciblé est impossible. Une réinfestation de poulailler est donc très facile. 
On cherche depuis longtemps à mieux contrôler ces parasites.
Pour les élevages des alternatives aux pesticides acaricides classiques sont recherchées, d'autant que les acariens y développent des résistances ou une tolérance,. Certains produits ont ainsi été interdits sur les volailles dans de nombreux pays (par exemple fipronil en Europe). 
Dans la nature les oiseaux ne protègent notamment par des bains de poussière, et il a été récemment proposé de leur donner dans les élevages avicoles des sacs de poussière et en particulier de poussière enrichie en soufre accessibles via des « sacs à poussière pendus ou clipsés sur les cages » (le soufre stresse l'acarien qui produit alors moins d’œufs et éprouve des difficultés à se nourrir. Plutôt que de pulvériser les animaux et les cages on a aussi mis sur le marché (depuis les années 1980) des bandes de plastique imprégné de perméthrine,.
Une offre en poussières inertes (kaolin, silice) a été testée pour le contrôle de O. sylviarum et D. gallinae, mais est difficile à intégrer dans le contexte industriel des élevages contemporains,. 
La poussière soufrée semble efficace : lors des expérimentations (publication 2016) 95 à 97 % des acariens étaient éliminés par les sacs de poussière soufrée suspendus, et le nombre d'acariens sur les oiseaux est dans ces cas tombé à zéro, alors que les sacs clipsés sur la cage se sont montrés moins efficace. Quant aux bandes imprégnées de perméthrine elles n'ont eu « aucun effet sur les populations d'acariens » (en raison d'une résistance acquise à ce pesticide bien que cette population n'ait pas été exposée à des pyréthrinoïdes depuis plusieurs années… mais le scandale du fipronil a montré que des fraudes ont potentiellement pu faire introduire du fipronil dans des élevages sans que les éleveurs le sachent).
Des produits botaniques ont été testés, avec des résultats incohérents (trop variables) d'après les études.
Des champignons entomopathogènes dont Beauveria bassiana et Metarhizium anisopliae semblent pouvoir limiter les pullulations de D. gallinae (et peut-être d’O. sylviarum) mais avec des résultats variables,,, et probablement avec des risques pour d'autres espèces d'acariens ou insectes dans l'environnement proche.
Une nouvelle classe de pesticides (isoxazolines) est en cours de développement depuis le début du XXIe siècle, déjà utilisés pour des ectoparasites du chien et du chat (dont tiques qui sont aussi des acariens),. Une molécule de cette famille a attiré l'attention : le fluralaner, mais ses effets environnementaux et sur la santé sont encore à préciser.